# ミレニアム (持株会社)
株式会社ミレニアムは、かつて東京都新宿区に本社を置いていた持株会社である。旧社名は株式会社トライアンフコーポレーション。

## 概要
1998年に創業し、翌1999年に法人へ改組。設立当初はソフトウェアの受託開発およびシステムエンジニアやプログラマーなどの派遣事業を手掛けていたが、2009年に持株会社制へ移行したと同時に、M&Aにより事業を拡大していった。
2019年には沖縄県豊見城市に本社を置くトラベルレンタカーを買収したが、トラベルレンタカーが新型コロナウイルスの影響により利用客が減少した影響により業績が悪化。トライアンフコーポレーションの2021年9月期の売上も2億9009万円にまで落ち込んだと同時に、債務超過へ転落した。
2021年12月9日に商号を株式会社ミレニアムへ変更。ミレニアムは金融機関等に私的整理手続きによる事業再生を図ったものの奏功せず、D&Dホールディングスとの間で支援スポンサーに関する基本合意書を締結。2022年1月11日にトラベルレンタカーと松宮オートサービスの2社と共に東京地方裁判所へ民事再生法適用を申請。同年1月18日に民事再生手続開始決定を受けた。
D&Dホールディングスは2022年4月8日、ミレニアムに対してスポンサー支援に関する基本合意書を解除する事を通告。新たなスポンサー候補が現れる見込みなないことから、ミレニアムは同年4月11日に東京地方裁判所から民事再生手続廃止決定を受け、同年5月9日に破産手続開始決定を受けた。
なお、トラベルレンタカーと松宮オートサービスの2社はD&Dホールディングスの支援の下で営業を継続している。

## かつての関連会社
- インフォメーションサービスフォース株式会社 - 自社製品の開発・販売と、コンピュータシステムの開発・運用事業、一般派遣事業・電気通信工事業
- エコン株式会社 - 電気機械器具の開発、製造および販売
- 株式会社トライアンフアセットマネージメント - 東京23区においてプレミアム・レジデンスの賃貸事業
- 株式会社アドバンス - アパレルの販売代行事業
- 株式会社トラベルレンタカー - レンタカー事業

## 沿革
- 1999年（平成11年）10月 - 東京都中野区にて設立。
- 2005年（平成17年）
  - 6月 - 株式会社Adesta（東京都練馬区、ソフトウェア販売業）を株式取得により完全子会社化。
  - 7月 - 株式会社Adestaを株式会社フリーウェアソリューションに商号変更。有限会社トライアンフキャリア（人材派遣事業、人材教育事業）設立。
  - 9月 - 有限会社トライアンフキャリアを株式会社トライアンフキャリアに組織変更。
- 2008年（平成20年）9月 - 株式会社フリーウェアソリューションを吸収合併。
- 2009年（平成21年）
  - 1月 - 株式会社トライアンフキャリアを吸収合併。
  - 7月 - インフォメーションサービスフォース株式会社（情報技術事業）設立。
  - 8月 - インフォメーションサービスフォース株式会社へシステム・エンジニアリング・サービス事業を譲渡（第1次）。
- 2010年（平成22年）
  - 4月 - リンガフランカ株式会社（東京都新宿区、語学サービス業）を連結子会社化。
  - 9月 - 株式会社ユース（東京都中央区、情報サービス業）を株式取得により完全子会社化。
  - 10月 - インフォメーションサービスフォース株式会社へシステム・エンジニアリング・サービス事業を譲渡（第2次）。リンガフランカ株式会社を株式取得により完全子会社化。
- 2011年（平成23年）
  - 1月 -
    - インフォメーションサービスフォース株式会社が株式会社ユースのプロフェッショナル・サービス事業とソリューション・ビジネス事業を吸収分割により承継。併せて、同社に人材派遣事業を譲渡。
    - 純粋持株会社となる企業グループ名称を　United Enterprises of Triumphとする。

  - 4月 - 日本証券業協会グリーンシート銘柄の指定を受けて株式公開（オーディナリー区分、証券コード：3651）[5]。
  - 8月 - 株式会社ユースを清算結了。
  - 10月 - 公募増資。
- 2012年（平成24年）7月 - エリアビイジャパン株式会社（東京都港区、ソフトウェア業）を連結子会社化。
- 2013年（平成25年）
  - 1月 - エコン株式会社（静岡県静岡市、電気機器製造）を株式取得により連結子会社化、機器製造事業を開始。
  - 2月 - 公募増資。
  - 3月 - グリーンシート銘柄制度におけるエマージングに区分変更[6]。インフォメーションサービスフォース株式会社が吸収分割により株式会社アプライドテクノ（大阪府大阪市、情報サービス業）のスタッフサービス事業および汎用機ソリューション事業を承継。
  - 7月 - 株式会社ジョイフルテーブル（東京都中野区、飲食娯楽事業）を株式取得により完全子会社化、飲食娯楽事業を開始。
- 2014年（平成26年）
  - 1月 - インフォメーションサービスフォース株式会社が株式会社エム・プランニング（神奈川県川崎市、情報サービス業）を吸収合併。
  - 3月 - 株式会社ジョイフルテーブルを株式売却により連結除外、飲食娯楽事業を廃止。
  - 9月 - 国際英語事業を廃止。
- 2015年（平成27年）
  - 2月 - エリアビイジャパン株式会社を株式売却により連結除外。エコン株式会社を株式取得により完全子会社化。
  - 5月 - リンガフランカ株式会社を清算結了。
  - 9月 - 日本証券業協会グリーンシート銘柄の指定を取消し。
  - 11月 - 東京証券取引所TOKYO PRO Marketへ株式上場[7]。
- 2016年（平成28年）
  - 3月 - 株式会社トライアンフアセットマネージメント（不動産事業）設立[8][9]。
  - 9月 - 株式会社デジタリオを株式取得により完全子会社化[10]、子会社のインフォメーションサービスフォース株式会社が株式会社デージー・テクノロジーズを子会社化[11]。
- 2017年（平成29年）
  - 1月 - インフォメーションサービスフォース株式会社が株式会社デージー・テクノロジーズを吸収合併[12][13]。
  - 2月 - インフォメーションサービスフォース株式会社が株式会社デジタリオを吸収合併[14]。
- 2019年（令和元年）7月11日 - 東京証券取引所TOKYO PRO Market上場廃止。
- 2021年（令和3年）12月9日 - 商号を株式会社ミレニアムへ変更。
- 2022年（令和4年）
  - 1月11日 - 東京地方裁判所へ民事再生法適用を申請。
  - 4月11日 - 東京地方裁判所から民事再生手続廃止決定を受ける。
  - 5月9日 - 東京地方裁判所から破産手続開始決定を受ける。